# Guillermo Padrés Elías

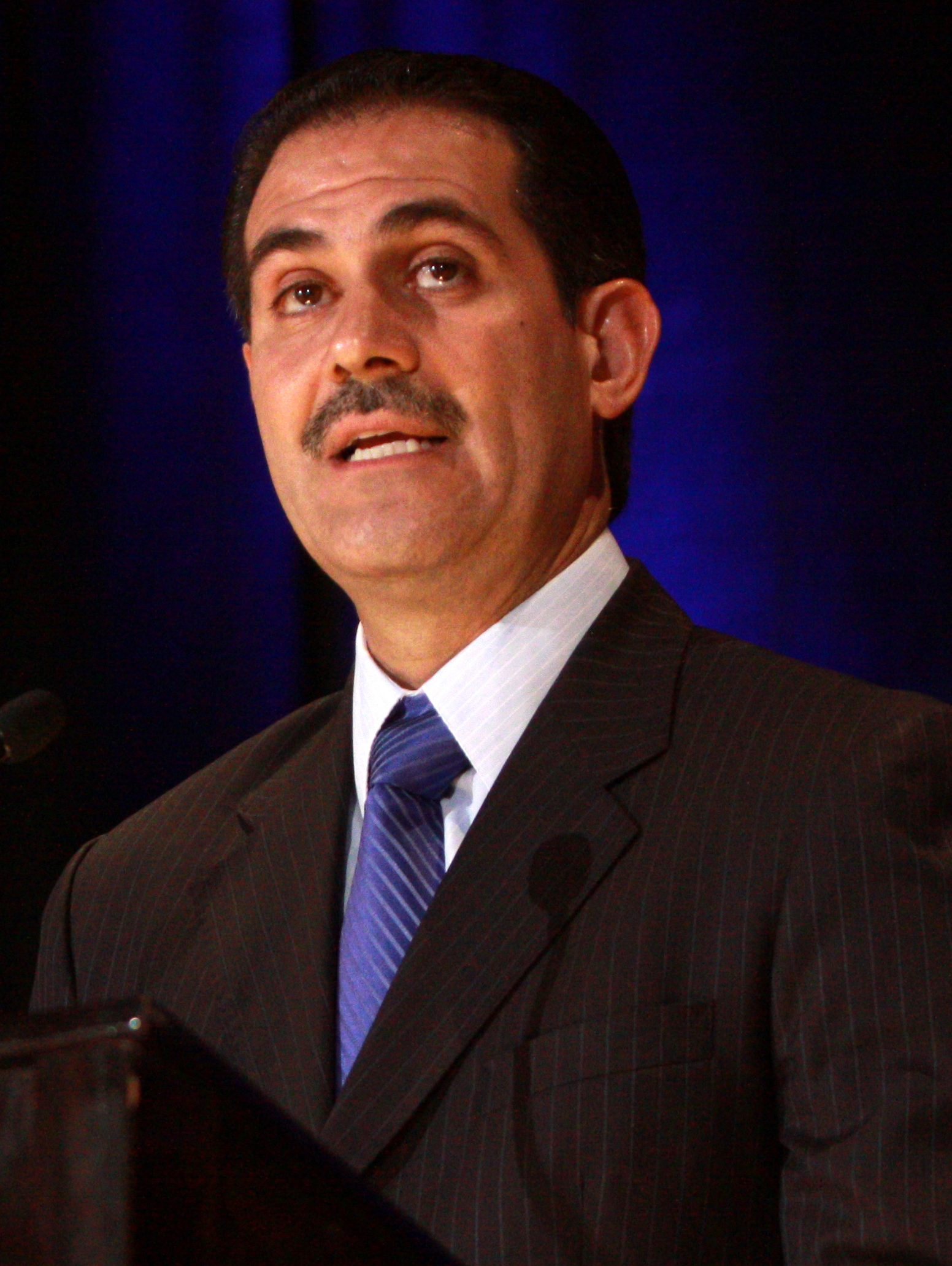
Guillermo Padrés Elías

Guillermo Padrés Elías (Cananea, 29 juni 1969) is een Mexicaans politicus van de Nationale Actiepartij (PAN). Sinds 2009 is hij gouverneur van Sonora.
Padrés studeerde rechtsgeleerdheid en werd vervolgens voorzitter van de kamer van koophandel van zijn geboorteplaats Cananea en later van de nationale federatie van kamers van koophandel in Sonora. Van 1997 tot 2000 had hij zitting in het staatscongres van Sonora en van 2000 tot 2003 in de nationale Kamer van Afgevaardigden. In 2006 werd hij vervolgens in de Kamer van Senatoren gekozen.
Padrés trad in 2008 af als senator om een gooi te doen naar het gouverneurschap van Sonora een jaar later. Hij versloeg in die verkiezing zijn neef Alfonso Elías Serrano van de Institutioneel Revolutionaire Partij (PRI) en trad op 13 september aan als gouverneur.